# Постніков Василь Дмитрович
Василь Дмитрович Постніков (рос. Васи́лий Дми́триевич По́стников) — радянський господарський, державний і політичний діяч, Герой Соціалістичної Праці.

## Біографія
Народився 25 березня 1934 року в селі Молчаново Чернського району Тульського округу. Член КПРС із 1959 року.
Із 1948 року — на господарській, громадській і політичній роботі. В 1948—1994 роках — колгоспник, підручний сталевара сталеплавильного цеху № 1 електрометалургійного заводу «Електросталь», військовослужбовець Радянської армії, машиніст, сталевар електрометалургійного заводу «Електросталь» імені І. Ф. Тевосяна, член Президії ЦК профспілок працівників металургійної промисловості.
Указом Президії Верховної Ради СРСР від 29 грудня 1973 року за виявлену трудову доблесть і досягнення видатних успіхів у виконанні соціалістичних зобов'язань, прийнятих на 1973 рік, присвоєно звання Героя Соціалістичної Праці з врученням ордена Леніна і золотої медалі «Серп і Молот».
Обирався депутатом Верховної Ради СРСР 8-го і 9-го скликань.
Делегат XXIV з'їзду КПРС.
Помер в Електросталі 25 лютого 2005 року. Похований на Новому кладовищі (11 ділянка).

## Сім'я
Дружина — Постнікова Роза Миколаївна (22.08.1930-14.01.1992)